# Ōni gote
Gli ōnigote (鬼小手 letteralmente guanti enormi, straordinari) sono delle robuste protezioni per polsi ed avambracci ideati dall'Ittō ryū Kenjūtsū intorno al XVII secolo. Sono utilizzate dall'uchikata (colui che guida il kata) per l'allenamento con i bokuto.